# Mokotów
Mokotów est un arrondissement de Varsovie, la capitale de la Pologne. L'arrondissement est densément peuplé. C'est le siège de beaucoup d'ambassades et de compagnies étrangères. Seulement une petite partie de la zone est légèrement industrialisée (Służewiec Przemysłowy), tandis que de larges zones sont réservés aux parcs et espaces verts.
Bien que le secteur ait été peuplé au moins depuis le Moyen Âge, ce n'est qu'en 1916 que Mokotów a été incorporé à Varsovie. Le nom vient probablement de Mon Coteau (en français), qui serait devenu Mokotów au XIVe siècle. La plus grande partie du territoire fut urbanisée entre 1920 et 1930. Contrairement au reste de Varsovie, le secteur a tout à fait bien survécu à la Seconde Guerre mondiale et à l'Insurrection de Varsovie.

## Quartiers
L'arrondissement de Mokotów est divisé en 12 quartiers :
- Ksawerów
- Służew
- Służewiec
- Wierzbno
- Wyględów
- Stary Mokotów
- Augustówka
- Czerniaków
- Sadyba
- Siekierki
- Sielce
- Stegny

## Galerie photographique

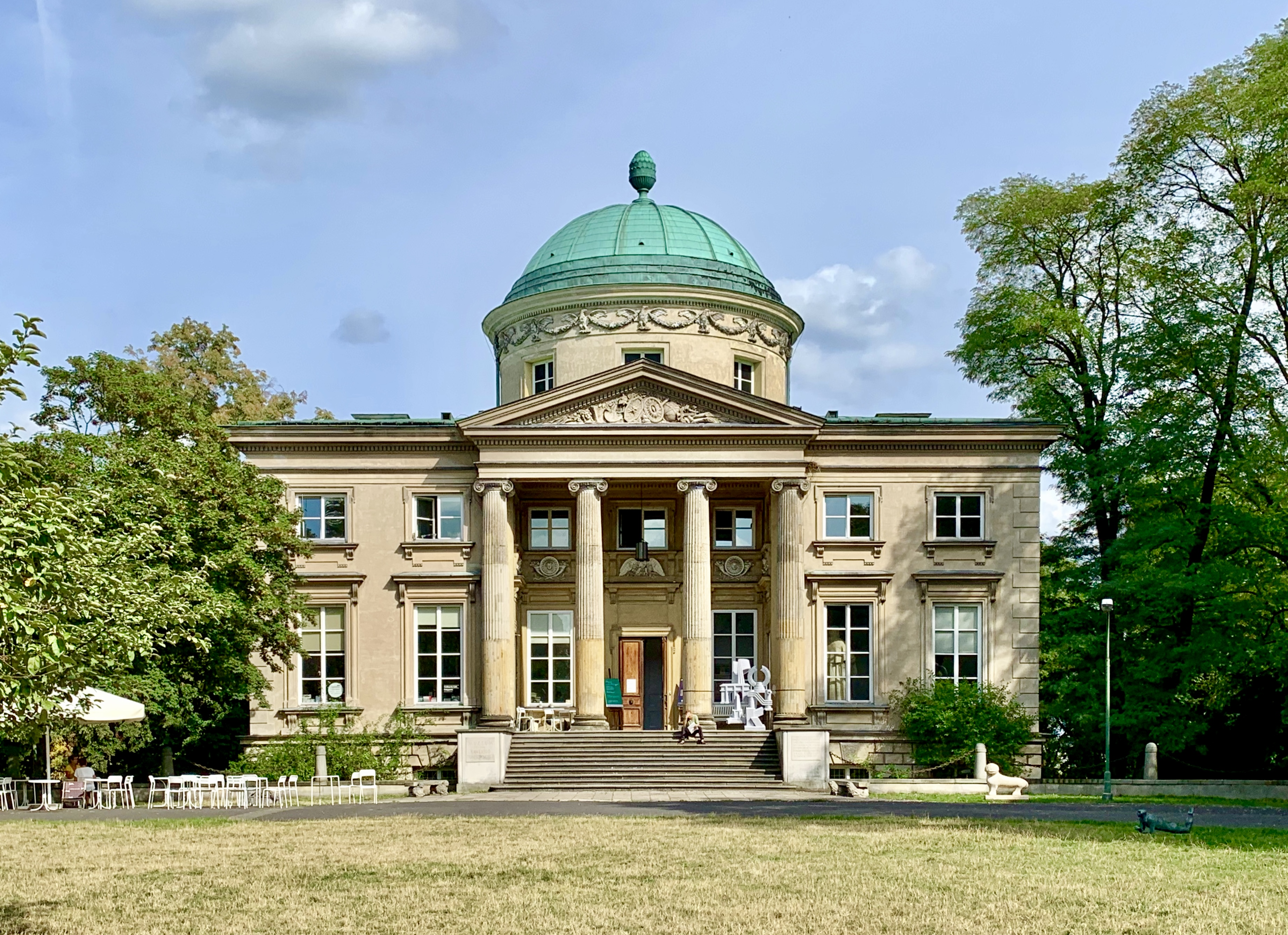
Królikarnia
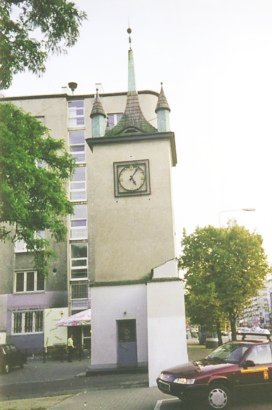
Gołębnik
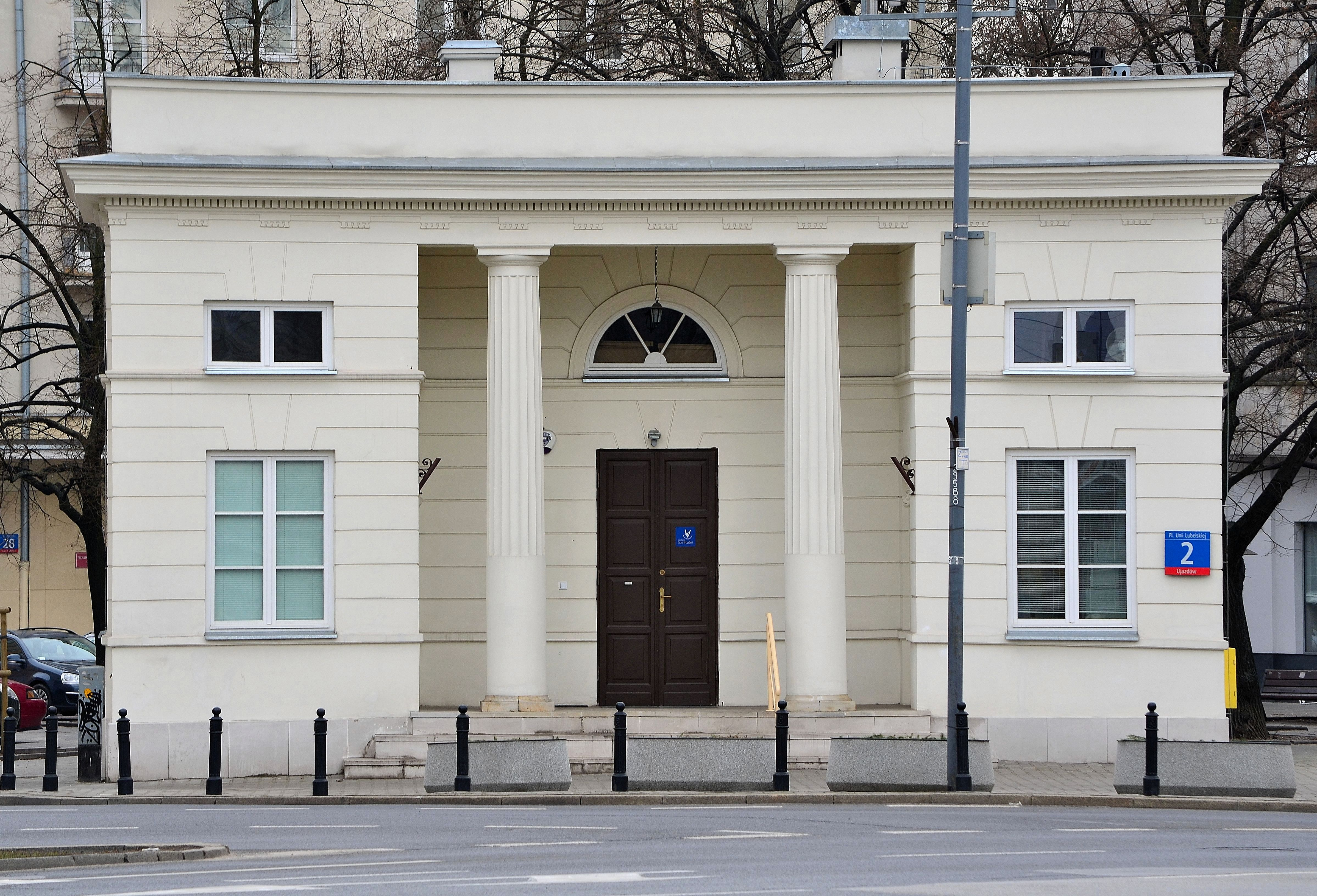
Rogatka
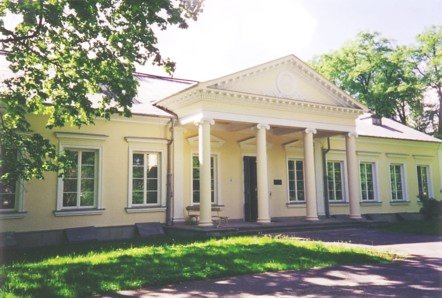
Pałacyk Ksawerów
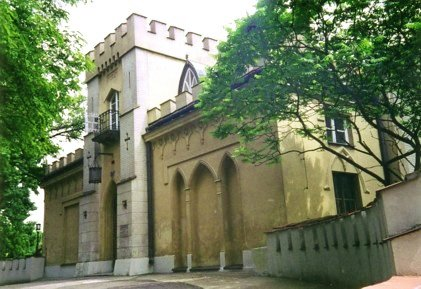
Pałacyk Szustra
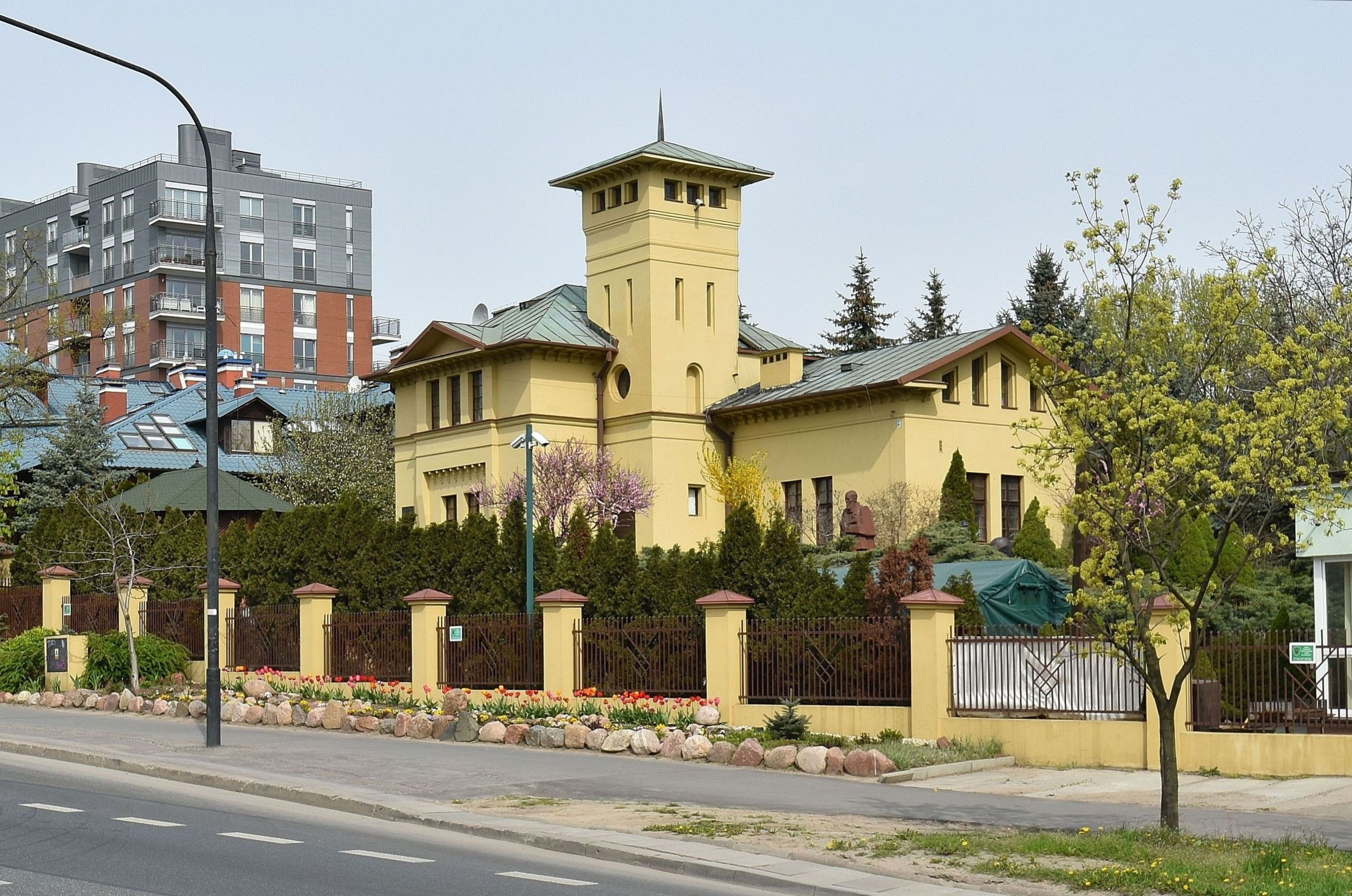
Żółta karczma
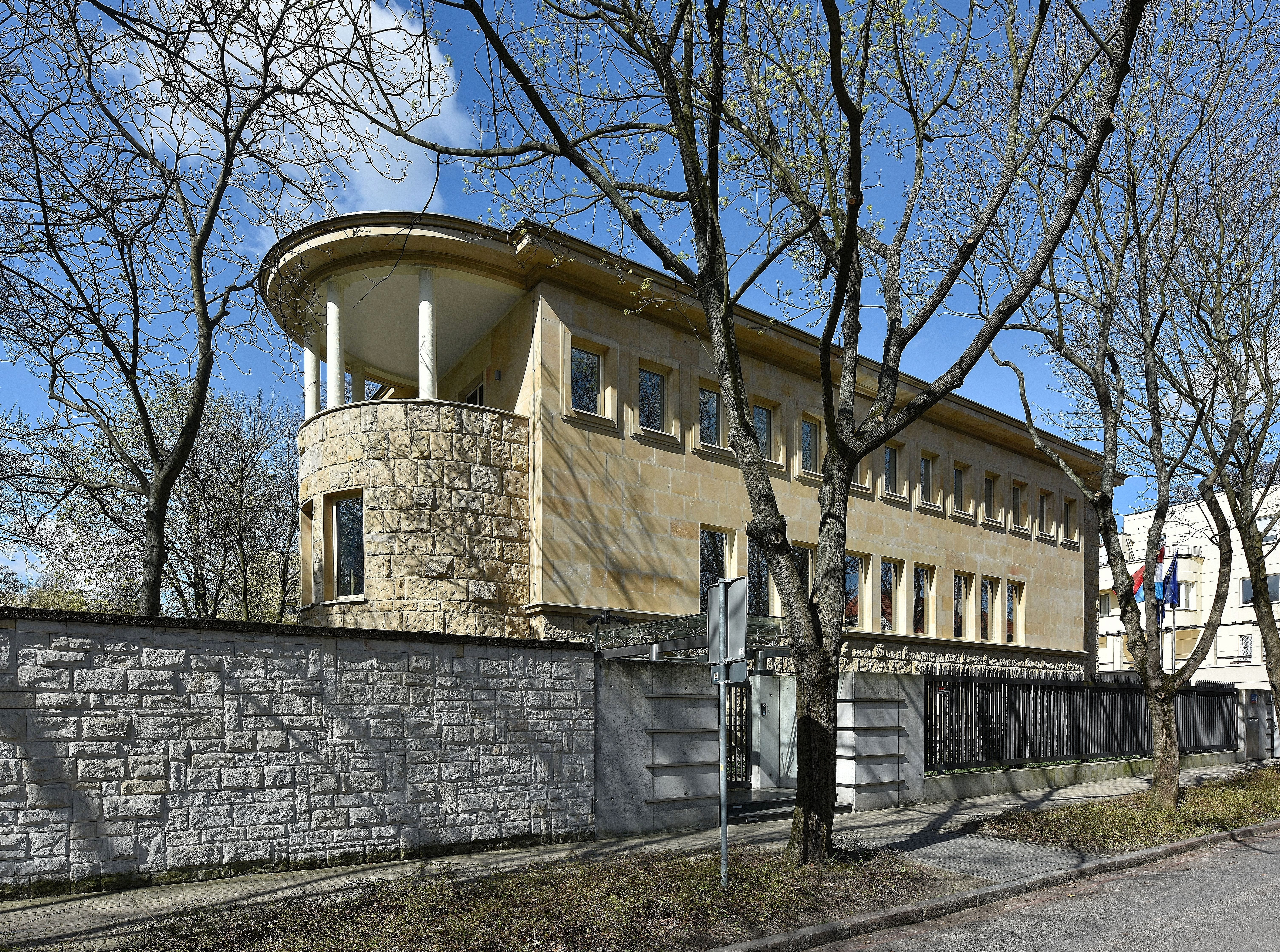
Ambassade du Luxembourg en Pologne
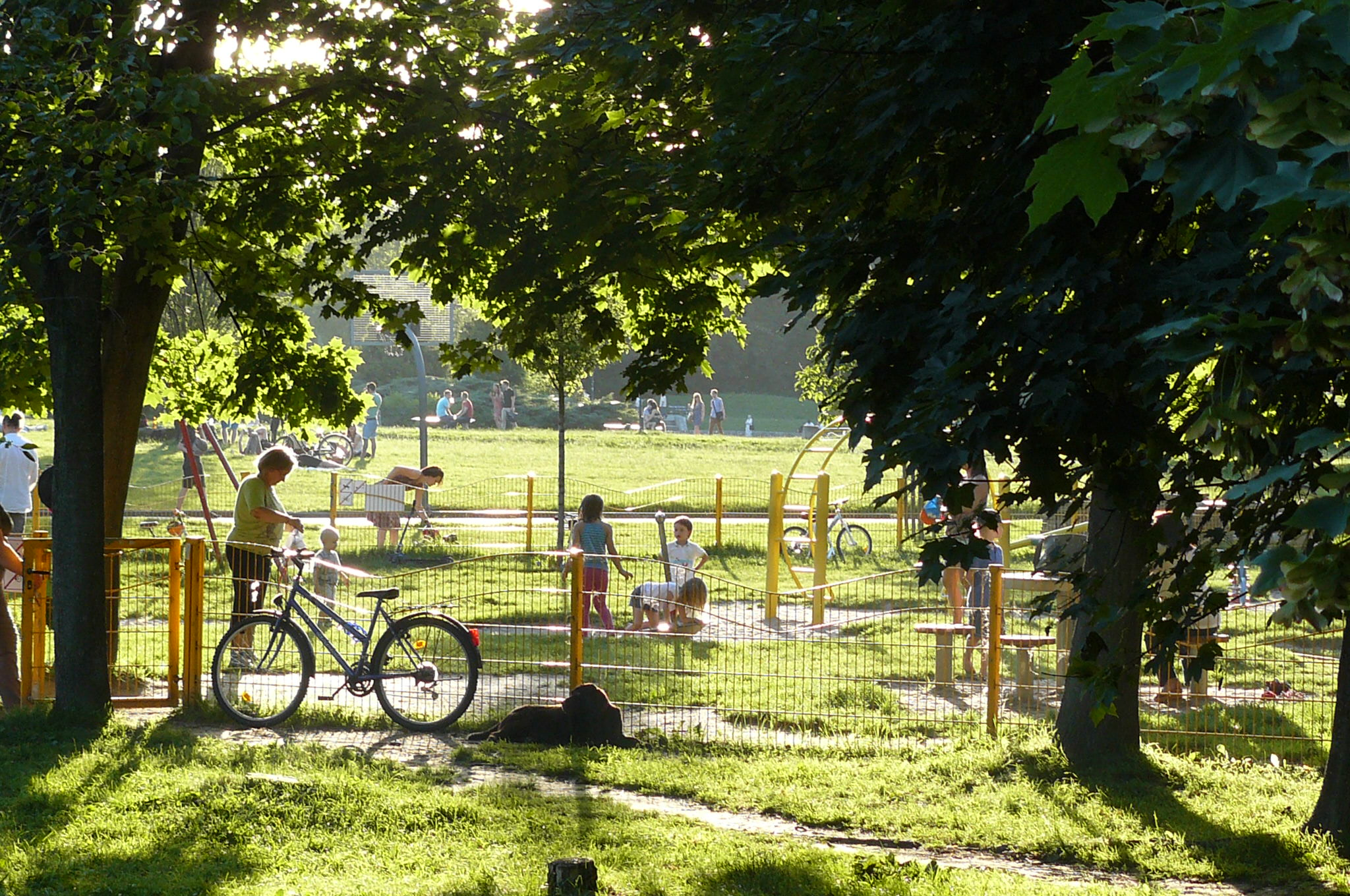
Pole Mokotowskie

## Transports en commun
Dans cet arrondissement, se trouvent 5 stations de métro de la Ligne 1 du métro de Varsovie : 
- (Pole Mokotowskie, Racławicka, Wierzbno, Wilanowska et Służew).